# Cliffordite
La cliffordite è un minerale.